# Black Bowl 2017
Il Black Bowl 2017 è stato la 3ª edizione dell'omonimo torneo di football americano.

## Squadre partecipanti
| Club                  | Città    | Stadio | Sponsor ufficiale | Risultato nella stagione 2016 |
| --------------------- | -------- | ------ | ----------------- | ----------------------------- |
| Bryansk Robbers       | Brjansk  |        |                   |                               |
| Lipetsk 48ers         | Lipeck   |        |                   |                               |
| Orel Eagles           | Orël     |        |                   |                               |
| Penza Phoenixes       | Penza    |        |                   |                               |
| Volzhsky Kites        | Volžskij |        |                   |                               |
| Voronezh Mighty Ducks | Voronež  |        |                   |                               |

## Stagione regolare

### Calendario

#### 1ª giornata
| Volžskij 6 maggio 2017 | Volzhsky Kites | 32 – 0 (14-0 10-0 0-0 8-0) referto | Penza Phoenixes | Stadion im. Loginova |

#### 2ª giornata
| Ramon' 3 giugno 2017 | Voronezh Mighty Ducks | 28 – 14 (14-0 8-14 0-0 6-0) referto | Bryansk Robbers | Stadion Junost' |

#### 3ª giornata
| Volžskij 10 giugno 2017 | Volzhsky Kites | 41 – 0 (8-0 21-0 6-0 6-0) referto | Lipetsk 48ers | Stadion im. Loginova |

#### 4ª giornata
| Lipeck 24 giugno 2017 | Lipetsk 48ers | 42 – 8 (6-0 14-0 6-8 16-0) referto | Penza Phoenixes | Stadion Sokol |

| Orël 24 giugno 2017 | Orel Eagles | 12 – 6 (6-0 0-0 0-6 6-0) referto | Bryansk Robbers | Stadion Južnyi |

#### 5ª giornata
| Lipeck 8 luglio 2017 | Lipetsk 48ers | 14 – 17 (6-0 8-0 0-8 0-9) referto | Volzhsky Kites | Stadion Sokol |

#### 6ª giornata
| Brjansk 15 luglio 2017 | Bryansk Robbers | 14 – 26 (0-0 0-12 8-7 6-7) referto | Voronezh Mighty Ducks | Stadion im. Brjanskich Partizan |

#### 7ª giornata
| Achuny 22 luglio 2017 | Penza Phoenixes | 12 – 30 (6-0 0-14 0-0 6-16) referto | Lipetsk 48ers | Stadion PGAU |

#### 8ª giornata
| Achuny 12 agosto 2017 | Penza Phoenixes | 8 – 22 (0-8 0-14 8-0 0-0) referto | Volzhsky Kites | Stadion PGAU |

| Orël 12 agosto 2017 | Orel Eagles | 17 – 22 (0-6 14-8 0-0 3-8) referto | Bryansk Robbers |  |

#### 9ª giornata
| Orël 26 agosto 2017 | Orel Eagles | 22 – 20 (8-0 6-0 8-14 0-6) referto | Voronezh Mighty Ducks | Stadion Južnyi |

#### 10ª giornata
| Ramon' 11 agosto 2017 | Voronezh Mighty Ducks | 25 – 0 (6-0 7-0 6-0 6-0) referto | Orel Eagles | Stadion Junost' |

### Classifiche
Le classifiche della regular season sono le seguenti.
- PCT = percentuale di vittorie, G = partite giocate, V = partite vinte,  P = partite perse, PF = punti fatti, PS = punti subiti

#### Divisione A
| Pos. | Squadra         | PCT   | G | V | N | P | PF  | PS  |
| ---- | --------------- | ----- | - | - | - | - | --- | --- |
| 1    | Volzhsky Kites  | 1.000 | 4 | 4 | 0 | 0 | 112 | 22  |
| 2    | Lipetsk 48ers   | .500  | 4 | 2 | 0 | 2 | 86  | 70  |
| 2    | Penza Phoenixes | .000  | 4 | 0 | 0 | 4 | 20  | 126 |

#### Divisione B
| Pos. | Squadra               | PCT  | G | V | N | P | PF | PS |
| ---- | --------------------- | ---- | - | - | - | - | -- | -- |
| 1    | Voronezh Mighty Ducks | .750 | 4 | 3 | 0 | 1 | 99 | 50 |
| 3    | Orel Eagles           | .500 | 4 | 2 | 0 | 2 | 51 | 73 |
| 4    | Bryansk Robbers       | .250 | 4 | 1 | 0 | 3 | 56 | 83 |

## Playoff

### Tabellone
|  | Semifinali | Semifinali            | Semifinali |                       |    | Finale         | Finale | Finale |  |
|  |            |                       |            |                       |    |                |        |        |  |
|  | A1         | Volzhsky Kites        | -          |                       |    |                |        |        |  |
|  | A1         | Volzhsky Kites        | -          |                       |    |                |        |        |  |
|  | B2         | Orel Eagles           | -          |                       |    |                |        |        |  |
|  | B2         | Orel Eagles           | -          |                       | A1 | Volzhsky Kites | 0      |        |  |
|  |            |                       |            |                       | A1 | Volzhsky Kites | 0      |        |  |
|  |            |                       | B1         | Voronezh Mighty Ducks | 14 |                |        |        |  |
|  | B1         | Voronezh Mighty Ducks | B1         | Voronezh Mighty Ducks | 14 | 20             |        |        |  |
|  | B1         | Voronezh Mighty Ducks |            |                       |    |                |        |        |  |
|  | A2         | Lipetsk 48ers         | 14 o.t.    |                       |    |                |        |        |  |

### Semifinali
| Ramon' 23 settembre 2017 | Voronezh Mighty Ducks | 20 – 14 (d.t.s.) (0-8 0-6 8-0 6-0 6-0) referto | Lipetsk 48ers | Stadion Junost' |

| 23 settembre 2017 | Volzhsky Kites | - – - | Orel Eagles |  |

### III Finale Black Bowl
| Ramon' 7 ottobre 2017, ore 13:00 | Volzhsky Kites | 0 – 14 (0-0 0-6 0-0 0-8) referto | Voronezh Mighty Ducks | Stadion Junost' |

## Verdetti
- Voronezh Mighty Ducks Vincitori del Black Bowl 2017